# The Kleptomaniac
The Kleptomaniac (La cleptómana) es un cortometraje mudo estadounidense en blanco y negro que se estrenó en febrero de 1905. Dura aproximadamente diez minutos. Fue dirigido por Edwin S. Porter y realizado por la Edison Manufacturing Company, de Thomas Alva Edison.

## Argumento
Esta película cuenta la historia de una injusticia social, la de una mujer de la alta sociedad que hurta pequeños objetos en una tienda y la de la madre pobre que roba un trozo de pan para dar de comer a sus hijos. Tras ser ambas descubiertas y llevadas al juzgado, el trato que reciben es totalmente diferente, acorde a su estatus social.

## Reparto
- Aline Boyd: Mrs. Banker, la cleptómana.
- Ann Eggelston: una ladrona.
- Phineas Nairs: un detective del almacén.
- Jane Stewart: otro detective del almacén.
- George Voijere: el encargado del almacén.
- William S. Rising: un policía del juzgado.
- Helen Courtenay: la Justicia.